# 7放射3環状軸
7放射3環状軸（7ほうしゃ3かんじょうじく）は、大阪府が整備計画した都市計画道路・幹線道路。

## 概要
1926年（大正15年）、大阪府は都市計画法（旧法）に基づいた大阪都市計画事業を内閣に提出し許可を得た。これに十大放射路線計画が盛り込まれたことに始まる。前年の大阪市第二次市域拡張を受けて、5年前から始まった大阪市第一次都市計画事業の一環として大阪市が事業主体となるべきか議論されたが、結局は大阪府が計画・施行した。
1960年（昭和35年）になると、大阪府は十大放射三環状線計画（十大放射三環状線整備計画とも）を決定。放射道路は戦前の十大放射路線を部分的に踏襲・延長、またはバイパス道路で補完し、戦前にはなかった南河内方面への路線が追加された。さらに、戦後の高度経済成長期において、都心への交通の集中を分散させるため、環状道路の整備も盛り込まれた。
1987年（昭和62年）には、十大放射三環状線計画にかわる「大阪府道路整備長期計画」（レインボー計画21）が制定され、そこに7放射3環状軸の整備が盛り込まれた。

## 計画道路

### 十大放射路線
- 府道伝法尼崎線（現・国道43号）
- 国道2号神戸方面
- 府道大阪伊丹線
- 府道大阪池田線（現・国道176号）
- 府道大阪吹田線（現・府道大阪高槻京都線）
- 国道2号京都方面（現・都島通、国道1号、府道北大日竜田線）
- 府道大阪住道線（現・府道大阪生駒線）
- 府道大阪枚岡線（現・府道大阪枚岡奈良線）
- 府道大阪奈良線（現・国道25号）
- 府道阿部野堺線（現・府道大阪和泉泉南線）
- 国道16号（現・国道26号、府道堺阪南線、府道和歌山阪南線）

### 十大放射三環状線
十大放射道路
- 国道43号
- 府道大阪池田線
- 新御堂筋（現・国道423号）
- 府道大阪高槻京都線
- 国道163号
- 国道308号
- 西名阪道路（現・西名阪自動車道）
- 国道309号
- 府道松原泉大津線
- 第二阪和国道（現・国道26号）

三環状道路
- 大阪外環状線
- 大阪中央環状線
- 大阪内環状線（現・国道479号）

### 7放射3環状軸
放射軸
- 北阪神軸
- 北大阪軸（国道423号（新御堂筋・箕面有料道路））
- 京阪軸（都市計画道路十三高槻線→国道171号）
- 阪奈軸
  - 国道163号
  - 大阪府道・奈良県道8号大阪生駒線 （阪奈道路）
  - 国道308号 （中央大通・第二阪奈有料道路）
- 南阪奈軸
  - 国道25号
  - 南阪奈有料道路
  - 国道309号
- 大阪高野軸（国道310号→国道371号 （大阪橋本道路）） - 当初は東阪和軸と称していた。
- 湾岸軸（大阪府道29号大阪臨海線）

環状軸
- 都心環状軸（大阪内環状線）
- 中央環状軸（大阪中央環状線）
- 外郭環状軸（大阪外環状線）